# ISS-Expedition 18
ISS-Expedition 18 ist die Missionsbezeichnung für die 18. Langzeitbesatzung der Internationalen Raumstation (ISS). Die Mannschaft lebte und arbeitete von Oktober 2008 bis April 2009 an Bord der ISS.

## Mannschaft
- Edward Fincke (2. Raumflug), Kommandant (NASA/USA)
- Juri Walentinowitsch Lontschakow (3. Raumflug), Bordingenieur (Roskosmos/Russland)
- bis November 2008: Gregory Chamitoff (1. Raumflug), Bordingenieur (NASA/USA) (STS-124 – STS-126)
- ab November 2008 bis März 2009: Sandra Magnus (2. Raumflug), Bordingenieurin (NASA/USA) (STS-126 – STS-119)
- ab März 2009 bis Juli 2009: Koichi Wakata (3. Raumflug), Bordingenieur (JAXA/Japan) (STS-119 – STS-127)

### Ersatzmannschaft
- Michael R. Barratt, Kommandant (NASA/USA) (für Fincke)
- Gennadi Iwanowitsch Padalka, Bordingenieur (Roskosmos/Russland) (für Lontschakow)
- Timothy Creamer, Bordingenieur (NASA/USA) (für Chamitoff)
- Nicole Stott, Bordingenieurin (NASA/USA) (für Magnus)
- Soichi Noguchi, Bordingenieur (JAXA/Japan) (für Wakata)

## Missionsverlauf
Gregory Chamitoff reiste bereits am 31. Mai 2008 mit STS-124 zur ISS und war Teil der ISS-Expedition 17. Die beiden Raumfahrer Edward Michael Fincke und Juri Lontschakow starteten am 12. Oktober 2008 zusammen mit dem Weltraumtouristen Richard Garriott an Bord von Sojus TMA-13 zur Raumstation und komplettierten somit die Besatzung für Expedition 18.
Die Rückkehr von Oleg Dmitrijewitsch Kononenko und Sergei Alexandrowitsch Wolkow (beide Expedition 17) sowie von Richard Garriott erfolgte am 24. Oktober 2008 an Bord von Sojus TMA-12.
Die Astronautin Sandra Magnus traf am 16. November zusammen mit STS-126 auf der Station ein. Sie ersetzte Chamitoff der an Bord des Space-Shuttles zur Erde zurückkehrte.
Am 22. Dezember 2008 fand die erste Extra-vehicular Activity (EVA) der Mission statt. Fincke und Lontschakow entfernten diverse Experimente von der Außenhülle der Station und ersetzten diese durch andere. Der Einsatz hatte eine Gesamtdauer von etwa 5½ Stunden.
Die zweite EVA wurde am 10. März 2009 durchgeführt. Es wurde Klebeband von der Pirs-Schleuse entfernt, um einen reibungslosen Ablauf zukünftiger Ankopplungsmanöver zu garantieren. Des Weiteren wurde das Experiment Expose-R installiert, das die Auswirkungen des Weltalls auf Organismen und biologische Materialien untersuchen soll. Zum Schluss wurde der Zustand der Raumstation fotografisch dokumentiert. Der Außeneinsatz dauerte fast fünf Stunden.
Am 12. März wurde ein sich der Station annäherndes Trümmerteil zu spät entdeckt, um ein Ausweichmanöver durchzuführen. Die Besatzung bereitete daraufhin die Evakuierung der ISS vor. Um 16:35 UTC begaben sie sich in die Sojus, um im Notfall die Station innerhalb kürzester Zeit verlassen zu können. Ein Zusammenstoß fand jedoch nicht statt und die Raumfahrer konnten um 16:45 UTC ihre Arbeit wieder aufnehmen.
Sandra Magnus kehrte nach vier Monaten im All am 26. März 2009 mit STS-119 zur Erde zurück. Abgelöst wurde sie von Koichi Wakata, der bis Juni auf der Station blieb und damit auch Mitglied von ISS-Expedition 19 und ISS-Expedition 20 wurde.
Am 28. März 2009 koppelte Sojus TMA-14 an die Raumstation an und brachte die beiden übrigen Raumfahrer für Expedition 19, Gennadi Iwanowitsch Padalka und Michael Barratt, auf die Station. Mit an Bord war auch der amerikanische Weltraumtourist Charles Simonyi. Er kehrte am 8. April zusammen mit Fincke und Lontschakow an Bord von Sojus TMA-13 zu Erde zurück, deren Abkopplung zugleich das offizielle Ende der ISS-Expedition 18 bedeutete.